# Successione necessaria
La successione necessaria è quell'istituto del diritto delle successioni che garantisce la titolarità di determinate quote del patrimonio del defunto (o de cuius) ai soggetti aventi rapporti di parentela particolarmente "stretti" (stretti congiunti).

## Distinzione tra successione legittima e successione necessaria
- La successione legittima regola la ripartizione del patrimonio di una persona deceduta senza aver fatto testamento, tra i parenti, più o meno prossimi, di questa. Può aversi successione legittima anche nel caso in cui il de cuius non abbia disposto per testamento di tutti i suoi beni; in tal caso le regole relative alla successione legittima si applicano limitatamente a quei beni dei quali il testatore non abbia disposto.
- La successione necessaria regola la ripartizione del patrimonio quando il testamento sia in parte o totalmente contrario al diritto. Stabilisce quindi quali quote del patrimonio debbano necessariamente andare ai legittimari, ovverosia gli eredi aventi diritto per legge, in presenza di un testamento che presenti una volontà difforme o contraria

Esistono infatti delle regole precise sulla successione a favore della famiglia, le quali stabiliscono che, se parte del patrimonio, la cosiddetta quota disponibile può essere lasciata in eredità a chiunque, ai familiari stretti è comunque dovuta la maggior parte dell'eredità, ovverosia la quota di legittima. La violazione di tali regole può giustificare l'azione degli "eredi necessari", verso gli altri eredi e legatari testamentari.

## Successione necessaria e diseredazione degli eredi
La "clausola di diseredazione" è un'apposita clausola testamentaria che, se inserita nel testamento, esclude la chiamata all'eredità dei soggetti (tra quelli ovviamente non citati nel testamento) che sarebbero chiamati legittimi e potrebbero partecipare alla ripartizione dei beni. Tale clausola è nulla se lesiva di quote di successione necessaria (cosiddette "legittime").
Pertanto, la clausola di diseredazione ha effetto solo per le entità patrimoniali eccedenti la legittima, ma non può ledere la quota legittima stessa.

## Eredi legittimari
Il termine corretto per indicare gli "eredi necessari" è legittimari. Gli eredi legittimari sono quelli indicati all'art. 536 c.c.: il coniuge, i figli (sia quelli nati nel matrimonio sia quelli nati fuori dal matrimonio, e gli adottivi), gli ascendenti.
La legge individua inoltre le quote per le quali tali soggetti sono necessariamente eredi:
- coniuge: se non sono presenti figli, al coniuge è riservata la metà del patrimonio; inoltre al coniuge sono comunque riservati i diritti di abitazione della casa adibita a residenza familiare e di uso sui mobili che la corredano, se di proprietà del defunto o comuni.
- figli: se il de cuius lascia un solo figlio, a questo è riservata la metà del patrimonio; se i figli sono più d'uno a essi è complessivamente riservata la quota di 2/3 del patrimonio.
- ascendenti: la riserva a favore degli ascendenti è condizionata all'assenza di figli ed è di 1/3 del patrimonio.
- concorso di coniuge e figli: in caso di concorso tra il coniuge e un solo figlio, al coniuge spetta 1/3 del patrimonio e al figlio 1/3; in caso di concorso tra il coniuge e più figli, a questi complessivamente spetta la metà e al coniuge 1/4.
- concorso tra coniuge e ascendente: se il coniuge concorre con un ascendente, la metà del patrimonio spetta al primo e un quarto al secondo

## Il calcolo della legittima
Per poter conoscere l'ammontare delle quote legittime, bisognerà conoscere qual è l'entità patrimoniale a partire dalla quale bisogna effettuare il calcolo. Per calcolare tale somma bisogna tener conto dei seguenti elementi:
- l'attivo patrimoniale netto (cosiddetto relictum), ottenuto sottraendo l'ammontare complessivo dei debiti dal patrimonio lasciato.
- la somma dei valori delle donazioni (cosiddetto "donatum") fatte in vita dal de cuius

La suddetta somma viene chiamata riunione fittizia.

## I legati in sostituzione di legittima
Può poi accadere che il de cuius lasci, prevedendola in una apposita clausola testamentaria, un legato "in sostituzione della legittima". In tal caso l'erede legittimario può:
- accettare il legato, rinunciando alla quota legittima.
- rinunciare al legato, mantenendo il diritto alla quota legittima.

L'erede nel compiere questa scelta è chiamato a effettuare una valutazione comparativa tra il legato e la quota legittima a lui spettante: valutare cioè se sia maggiore la convenienza ad accettare il legato o a chiedere la legittima. Chiaramente, però, non è costretto a scegliere ciò che gli porti più ricchezza.

## Le donazioni e i legati in conto di legittima
Se il de cuius mentre era in vita, ha fatto delle donazioni al futuro erede legittimario, o ha disposto legati in favore di eredi legittimari, si terrà conto di tali donazioni o legati nel calcolo delle quote legittime, come anticipazioni delle quote legittime stesse. Tale calcolo prende il nome di "imputazione ex se".

## Lesione della legittima
Può tuttavia capitare che il de cuius abbia disposto del suo patrimonio andando a lederne quella porzione riservata ai legittimari. In tal caso la disposizione testamentaria non è automaticamente nulla per il solo fatto che ha leso la cosiddetta "quota indisponibile" dell'asse ereditario.
I legittimari potranno agire in giudizio per vedersi riconosciuto il diritto leso. L'azione che dà ai legittimari questa possibilità è la cosiddetta "azione di riduzione".
In particolare essi possono aggredire:
- le donazioni fatte in vita dal de cuius
- le altre quote ereditarie e i legati.

Per prima cosa si riducono le disposizioni testamentarie (eredità e legati) nella misura eccedente la quota legittima e proporzionalmente tra loro (artt. 554,558 c.c.)
Se la riduzione delle disposizioni testamentarie non basta a integrare le quote legittime lese, gli eredi possono agire sulle donazioni fatte in vita dal de cuius partendo dalla più recente e arrivando alla più risalente, fino all'integrazione della quota legittima (art. 555 c.c.).
Per prevenire le conseguenze che possono derivare da quest'ultima disposizione, e soprattutto per tutelare la posizione dei terzi acquirenti dei beni precedentemente donati, l'art. 563 c.c. dispone che se l'azione è esercitata nei confronti di un donatario che ha nel frattempo alienato il bene donato, l'azione va in prima battuta esercitata nei confronti di questo, che dovrà versare la somma corrispondente al valore del bene. Se tale azione risulta infruttuosa, il legatario potrà aggredire il bene presso il terzo acquirente: tale azione non sarà più possibile una volta trascorsi venti anni dalla donazione.